# Jana Korešová
Jana Korešová (* 8. dubna 1981, Praha) je česká atletka, která se věnuje víceboji.
Jejím největším úspěchem je stříbrná medaile, kterou získala v roce 2009 na světové letní univerziádě v Bělehradu, kde si vytvořila nový osobní rekord 5 956 bodů.
V roce 2013 byla nominována na Mistrovství světa v atletice v Moskvě, kde soutěžila ve skoku dalekém. Skončila zde na 25. místě a do finále nepostoupila.